# سنت-کلوتیلد، کبک
سنت-کلوتیلد (به فرانسوی: Sainte-Clotilde) شهری در منطقه شهری له ژاردن-دو-ناپیرویل ناحیه مونترژی در استان کبک کانادا است. در سرشماری سال ۲۰۱۱ این شهر ۱٬۵۹۳ نفر جمعیت داشته‌است و مساحت آن ۷۸٫۹۶ کیلومتر مربع است.